# Ходкевич (герб)
Ходкевич (пол. Chodkiewicz (Gryf z Mieczem) – шляхетський герб литовського походження, різновид герба Костеша.

## Опис герба
На розсіченому червоному щиті, з права рогатина з перекладиною, що розривається на кінці, у лівому - срібний здиблений гриф із золотою зброєю, що тримає в правиці срібну шаблю із золотим руків'ям. У клейноді виникаючий як у гербі грифон. Герб поєднує в собі елементи герба Гриф і Костеша.

## Історія
Спочатку Ходкевичі вживали герб Костеша. Дані про те, коли відбулося додавання Грифа відсутні.

## Гербовий рід
- Герб вживав одині рід - Ходкевичі.

### Відомі власники
- Острозька Анна Алоїза – гетьманова велика литовська, дружина Яна Кароля Острозького
- Олександр Ходкевич (1549 р.) – воєвода новогрудский
- Олександр Ходкевич (1626 р.) – воєвода троцький
- Олександр Кшиштоф Ходкевич (1676 р.) – єпископ віленський, канонік віленський
- Олександр Ходкевич (1776-1838) – генерал-майор, літератор, хімік
- Григорій Ходкевич – великий гетьман, гетьман коник литовський, воєвода київський і вітебський
- ВасильХодкевич – староста жемойтійський, державний діяч, дід Яна Кароля
- Іван Ходкевич – воєвода київський, прабатько роду Ходкевичів
- Ян Ходкевич – маршалок великий литовський, староста жемойтійський
- Ян-Кароль Ходкевич – гетьман великий литовський, віленський воєвода, староста жемойтійський, військовик
- Ян Микола Ходкевич – староста жемойтійський
- Юрій Юрійович Ходкевич – староста жемойтійський
- Юрій Олександрович Ходкевич (1524-1569)
- Юрій Кароль Ходкевич – обозний великий литовський
- Кшиштоф Ходкевич – воєвода віленський
- Тушка Ходкевич Короневський – дворянин вважається прабатька роду Ходкевичів

## Наявність у територіальної геральдики

Герб гміни Ґрудек

Повна версія герба з геральдичними кольорами рогатини інших барв (золото) була прийнята гміною Ґрудек.